# Rejon łebedynski
Rejon łebedynski – jednostka administracyjna wchodząca w skład obwodu sumskiego Ukrainy.
Rejon utworzony w 1939, ma powierzchnię 2540 km² i liczy około 24 tysięcy mieszkańców. Siedzibą władz rejonu jest Łebedyn.
Na terenie rejonu znajdują się 23 rady wiejskie, obejmujących w sumie 125 wsi i 4 osady.